# Un lugar para soñar (serie de televisión)
Un lugar para soñar —título original: Virgin River— es una serie en streaming estadounidense, producida por Reel World Management. Este drama romántico está basado en las novelas de Virgin River de Robyn Carr. La primera temporada se estrenó en Netflix el 6 de diciembre de 2019. En diciembre de 2019, la serie fue renovada para una segunda temporada de 10 episodios, estrenada el 27 de noviembre de 2020. La serie renovó por una tercera temporada que se estrena el 9 de julio de 2021. En septiembre de 2021, la serie se renovó por una cuarta y quinta temporada.

## Sinopsis
Un lugar para soñar sigue a Melinda "Mel" Monroe, quién responde a un anuncio para trabajar como matrona y enfermera en la remota ciudad de California de Virgin River, pensando que será el sitio perfecto para empezar de nuevo y dejar atrás sus dolorosos recuerdos. Pero pronto descubre que la vida en la pequeña ciudad no es tan simple como esperaba. Tiene que aprender a curarse antes de poder hacer de Virgin River su casa.

## Reparto

### Principales
- Alexandra Breckenridge como Melinda "Mel" Monroe, una comadrona y enfermera quién recientemente se ha trasladado a Virgin River desde Los Ángeles
- Martin Henderson como Jack Sheridan, el dueño del bar-restaurante local y ex-marine de los EE. UU., quién padece de trastorno de estrés postraumático (TEPT)
- Colin Lawrence como John "Preacher" Middleton, un amigo muy cercano de Jack de la Marina, quién trabaja como chef en el local de Jack
- Jenny Cooper como Joey Barnes (temporada 1; invitada temporada 2, recurrente 3-presente), la hermana mayor de Melinda
- Lauren Hammersley como Charmaine Roberts, exnovia de Jack (temporada 1 - 4 ; recurrente temporada 5 - presente)
- Annette O'Toole como Hope McCrea, la alcaldesa de Virgin River (temporada 1-2, 4-presente; invitada temporada 3). La ausencia de Annette O'Toole en la tercera temporada se debe principalmente por la pandemia
- Tim Matheson como Vernon "Doc" Mullins, MD, el médico local
- Benjamin Hollingsworth como Dan Brady, un compañero joven veterano quién sirvió en los Marines con Jack y está luchando para reajustarse a vida de civil[8] (T2-presente; Also starring T1)
- Grayson Gurnsey como Ricky (temporada 2-presente; actor recurrente en la temporada 1), un joven que trabaja en el local de Jack y quiere unirse a los Marines tan pronto como se gradúe del instituto[9]
- Sarah Dugdale como Lizzie (temporada 2-presente), sobrina de Connie de Los Ángeles
- Zibby Allen como Brie (temporada 3-presente), la hermana de Jack
- Marco Grazzini como Mike Valenzuela (temporada 3-presente; recurrente temporada 2), un amigo de Jack de la Marina que trabaja como detective privado
- Mark Ghanimé como Dr. Cameron Hayek (temporada 4-6), el nuevo doctor de la clínica de Doc
- Kai Bradbury como Denny Cutler (temporada 4-presente; invitado temporada 3), el nieto de Doc
- Kandyse McClure como Kaia Bryant (temporada 5-presente), una bombero que se convierte en el nuevo interés amoroso de Preacher y en la jefa del Departamento de Bomberos de Virgin River

### Recurrentes
- Daniel Gillies como Mark Monroe, el difunto marido de Mel (también protagoniza temporada 1; recurrente temporada 3; invitado temporadas 2,4)
- Lexa Doig como Paige Lassiter, la dueña de un camión de panadería llamado "Paige's Bakeaway" (Temporadas 1,4; invitada Temporadas 2,5)
- Nicola Cavendish como Connie, una de las amigas de Hope
- Ian Tracey como Jimmy, la mano derecha de Calvin
- Lynda Boyd como Lilly, una amiga de Connie (Temporada 1-3; invitada temporada 4)
- David Cubitt como Calvin, el hombre que dirige la granja ilegal del otro lado de Virgin River.

| Actor                  | Personaje                 | Temporadas  | Temporadas | Temporadas | Temporadas | Temporadas | Temporadas | Temporadas |
| Actor                  | Personaje                 | 1           | 2          | 3          | 4          | 5          | 6          | 7          |
| ---------------------- | ------------------------- | ----------- | ---------- | ---------- | ---------- | ---------- | ---------- | ---------- |
| Alexandra Breckenridge | Melinda "Mel" Monroe      | Principal   | Principal  | Principal  | Principal  | Principal  | Principal  | Principal  |
| Martin Henderson       | Jack Sheridan             | Principal   | Principal  | Principal  | Principal  | Principal  | Principal  | Principal  |
| Colin Lawrence         | John "Preacher" Middleton | Principal   | Principal  | Principal  | Principal  | Principal  | Principal  | Principal  |
| Jenny Cooper           | Joey Barnes               | Principal   | Invitado   | Recurrente | Recurrente | Recurrente | Recurrente | Recurrente |
| Lauren Hammersley      | Charmaine Roberts         | Principal   | Principal  | Principal  | Principal  | Recurrente | Recurrente | Recurrente |
| Annette O'Toole        | Hope McCrea               | Principal   | Principal  | Invitado   | Principal  | Principal  | Principal  | Principal  |
| Tim Matheson           | Vernon "Doc" Mullins      | Principal   | Principal  | Principal  | Principal  | Principal  | Principal  | Principal  |
| Benjamin Hollingsworth | Dan Brady                 | Coprincipal | Principal  | Principal  | Principal  | Principal  | Principal  | Principal  |
| Grayson Gurnsey        | Ricky                     | Recurrente  | Principal  | Principal  | Principal  |            | Invitado   |            |
| Sarah Dugdale          | Lizzie                    |             | Principal  | Principal  | Principal  | Principal  | Principal  | Principal  |
| Zibby Allen            | Brie Sheridan             |             |            | Principal  | Principal  | Principal  | Principal  | Principal  |
| Marco Grazzini         | Mike Valenzuela           |             | Recurrente | Principal  | Principal  | Principal  | Principal  | Principal  |
| Mark Ghanimé           | Dr. Cameron Hayek         |             |            |            | Principal  | Principal  | Principal  |            |
| Kai Bradbury           | Denny Cutler              |             |            | Invitado   | Principal  | Principal  | Principal  | Principal  |
| Kandyse McClure        | Kaia Bryant               |             |            |            |            | Principal  | Principal  | Principal  |

Notas
1. ↑  En la tercera temporada es acreditada como principal aunque solo apareció en los episodios 4 y 8».

## Episodios
| Temporada | Temporada | Episodios | Episodios               | Lanzamiento original    | Lanzamiento original    |
| --------- | --------- | --------- | ----------------------- | ----------------------- | ----------------------- |
|           | 1         | 10        | 10                      | 6 de diciembre de 2019  | 6 de diciembre de 2019  |
|           | 2         | 10        | 10                      | 27 de noviembre de 2020 | 27 de noviembre de 2020 |
|           | 3         | 10        | 10                      | 9 de julio de 2021      | 9 de julio de 2021      |
|           | 4         | 12        | 12                      | 20 de julio de 2022     | 20 de julio de 2022     |
|           | 5         | 12        | 10                      | 7 de septiembre de 2023 | 7 de septiembre de 2023 |
| 2         | 5         | 12        | 30 de noviembre de 2023 | 30 de noviembre de 2023 |                         |
|           | 6         | 10        | 10                      | 19 de diciembre de 2024 | 19 de diciembre de 2024 |

### Temporada 1 (2019)
| N.º en serie | N.º en temp. | Título                                               | Dirigido por | Escrito por                       | Fecha de lanzamiento original |
| --- | ------------ | ---------------------------------------------------- | ------------ | --------------------------------- | ----------------------------- |
| 1 | 1            | «Carry On» «Seguir adelante»                         | Jann Turner  | Sue Tenney                        | 6 de diciembre de 2019        |
| La enfermera Mel se muda desde la ciudad de Los Ángeles a un remoto pueblo del norte de California para empezar una nueva vida alejada de los recuerdos dolorosos que le trae su antiguo hogar. Cuando llega, la alcaldesa, Hope McCrea, la contrató y le reservó una cabaña del pueblo mas, cuando llega y la ve, se niega a quedarse en una cabaña que no está lista para recibir a huéspedes. Por la mañana acude al centro médico y se encuentra con el doctor Vernon Mullins, quien cree que no necesita la ayuda de Mel. Más tarde, conoce a Jack, el propietario del bar del pueblo. Tras atender a una mujer embarazada que padece de Braxton Hicks, el doctor le concede un mes de prueba. Jack encuentra un bebé en el porche del doctor y llama a Mel para que vea qué ha encontrado. |              |                                                      |              |                                   |                               |
| 2 | 2            | «Lost» «Perderse»                                    | Jann Turner  | Debra Fordham                     | 6 de diciembre de 2019        |
| Mel le hace una revisión al bebé en la consulta del doctor y cuando él llega, indignado, se hace cargo de la situación. Mel quiere llamar a los servicios sociales para que atiendan al bebé pero el doctor se niega. Mel le dice al Dr. Mullins que ha llamado a los servicios sociales y la despide. Mel, más tarde, descubre quién es la madre de la pequeña que encontraron en el porche. Jack decide restaurar la cabaña en la que supuestamente Mel debía quedarse, para intentar evitar que se marche del pueblo. |              |                                                      |              |                                   |                               |
| 3 | 3            | «...And Found» «... y encontrarse»                   | Andy Mikita  | Amy Palmer Robertson              | 6 de diciembre de 2019        |
| Mel se plantea acoger a Chloe temporalmente, pero no se ve capaz. Jack trata de convencerla de que se quede en Virgin River mostrándole los sitios más bonitos de la zona. Tras descubrir a la madre de la pequeña Chloe, Mel le diagnostica depresión postparto. Charmaine conoce a Mel. Llegando a su casa, Hope cae al suelo y se asusta, pues parece ser que le cuesta respirar. El doctor, por su parte, se hace cargo de ella. |              |                                                      |              |                                   |                               |
| 4 | 4            | «A Wounded Heart» «Corazón herido»                   | Andy Mikita  | Sue Tenney                        | 6 de diciembre de 2019        |
| Tras un problema de salud, Hope y el doctor mantienen una dura conversación. Ella debe adaptarse a los nuevos hábitos que debe adoptar para poder mejorar. Para ello y como medidas preventivas, Mel y Jack trasladan sus cosas del piso de arriba a la habitación de la planta baja. Charmaine aparece en casa de Hope para sorprender a Jack, pero no sabe que también está Mel con ellos. Parece ser que Paige, la dueña del camión de repostería, guarda un secreto. |              |                                                      |              |                                   |                               |
| 5 | 5            | «Under Fire» «Bajo fuego»                            | Martin Wood  | Debra Fordham                     | 6 de diciembre de 2019        |
| El coche de Jack se avería en medio de la carretera. Mel iba con él en busca de unos ingredientes orgánicos para Hope. Ambos responden bajo coacción a una emergencia médica en una remota plantación ilegal de marihuana, teniendo que parar una hemorragia por herida de bala sin apenas instrumental. Charmaine y Hope se pelean por una cuestión del pasado. Mientras tanto, Mel y Jack deben pasar la noche en el campamento ilegal hasta asegurarse que la persona herida se haya curado. Ya por la mañana, antes de tener el visto bueno para volver a su coche, antes pero, Mel ayuda a Maxine a dar a luz. |              |                                                      |              |                                   |                               |
| 6 | 6            | «Let's Mingle» «A mezclarse»                         | Martin Wood  | Amy Palmer Robertson              | 6 de diciembre de 2019        |
| Mel recibe la visita sorpresa de su hermana, Joey. Jack sufre pesadillas recurrentes sobre sus experiencias en el ejército. Todo el pueblo se reúne en un local para celebrar el "Mingle", una celebración anual típica del pueblo. Allí, Joey conoce a Brady y Jack lleva a Charmaine. Por otro lado, Preacher se anima y le pide bailar a Paige. |              |                                                      |              |                                   |                               |
| 7 | 7            | «If Truth Be Told» «A decir verdad»                  | Gail Harvey  | Patrick Moss                      | 6 de diciembre de 2019        |
| Preacher descubre un secreto relacionado con Paige y su hijo Christopher. Ella le pide al chef que la ayude con la batería del coche y él, al hacerlo, encuentra un carnet de conducir justo al lado de los pedales. Los recuerdos de Mel amenazan con abrumarla, aún no ha realizado por completo las fases del duelo. Jack se sincera con Charmaine sobre su relación, pues desde un principio acordaron que esta no sería una relación seria. Además, Jack empieza a sentirse confundido y está empezando a identificar ciertos sentimientos hacia ciertas personas. Charmaine, por su parte, se niega a aceptarlo. |              |                                                      |              |                                   |                               |
| 8 | 8            | «Into the Light» «Hacia la luz»                      | Gail Harvey  | Debra Fordham                     | 6 de diciembre de 2019        |
| Una tormenta deja al pueblo sin electricidad y todos se reúnen en el bar de Jack. Mel lidia con su confesión, tras contarle a Jack la historia tras el anillo de casada, e inicialmente se niega a ir al bar de Jack.Finalmente, decide ir, pues cada vez hacía más frío. Preacher, tras encontrar el carnet de conducir, investiga a Paige buscándola por su nombre y por el nombre del carnet. |              |                                                      |              |                                   |                               |
| 9 | 9            | «Everybody Has a Secret» «Todos esconden un secreto» | Tim Matheson | Sue Tenney & Jackson Rock         | 6 de diciembre de 2019        |
| Hope le pide a Jack que lea la carta que Charmaine dejó dentro de la caja que le entregó a la alcaldesa con motivo de la ruptura sentimental de ambos. Jack acepta pero la deja guardada en el cajón de su despacho. Preacher se enfrenta a Paige con lo que descubrió a través de internet, poniendo las cartas sobre la mesa y ofreciéndose a ayudarla con cualquier cosa que necesite, aún sin saber de qué se trata. Paige lo cita al día siguiente para aclarar las cosas y sincerarse. Por otro lado, Mel y el doctor trabajan en un caso importante de intoxicación. |              |                                                      |              |                                   |                               |
| 10 | 10           | «Unexpected Endings» «Finales inesperados»           | Tim Matheson | Sue Tenney & Amy Palmer Robertson | 6 de diciembre de 2019        |
| Charmaine le pide a Jack que tome una difícil decisión acerca de la situación tan delicada e inesperada que tienen. Mel, al enterarse por Hope, se enfada y discute con Jack. A Hope le corroe la culpa por haber hablado demasiado y poner en peligro su relación amistosa con Jack. Paige, como prometió, se sincera con Preacher sobre su pasado. Aunque haya una orden de arresto contra Paige por, supuestamente, secuestrar a su propio hijo, ella tan solo lo estaba protegiendo de un marido maltratador. Por la noche, Mel decide empaquetar sus cosas e irse a Los Ángeles con su hermana, sin decírselo a nadie. |              |                                                      |              |                                   |                               |

### Temporada 2 (2020)
| N.º en serie | N.º en temp. | Título                                      | Dirigido por | Escrito por          | Fecha de lanzamiento original |
| --- | ------------ | ------------------------------------------- | ------------ | -------------------- | ----------------------------- |
| 11 | 1            | «New Beginnings» «Nuevos comienzos»         | Andy Mikita  | Sue Tenney           | 27 de noviembre de 2020       |
| El embarazo de Charmaine sufre complicaciones y surgen síntomas que alertan tanto a la propia embarazada como a Jack. Este decide pedirle ayuda a Mel tras encontrarla, por sorpresa, en la consulta médica y habiendo estado sin saber de ella desde que se fue. Charmaine se niega a que Mel la trate, pero no le queda otra si quiere continuar con su embarazo. Mientras tanto, Hope le pide a Vernon, mantener durante más tiempo su relación en secreto. No quiere que todo el pueblo esté hablando de ello y prefiere que sea una relación discreta.                                                                                                  |              |                                             |              |                      |                               |
| 12 | 2            | «Taken by Surprise» «Tomada por sorpresa»   | Andy Mikita  | Amy Palmer Robertson | 27 de noviembre de 2020       |
| Tras convencer a Hope para que acoja a Charmaine mientras dure su tratamiento, Mel intenta suavizar la llegada de la ex de Jack, sin éxito. Tampoco ayuda la tensión que hay entre la enfermera y Jack, pues él sigue enfadado por no haberle contado el motivo de su marcha a la gran ciudad. El pasado de Paige vuelve para atormentarla, dejándole importantes marcas en la cara, en un intento de mantener su mirada lejos de su hijo. Mel acude al bar de Jack para hablar con él y aclarar las cosas. Intenta irse con su coche pero este se estropea y Jack la acerca a su cabaña.                                                                    |              |                                             |              |                      |                               |
| 13 | 3            | «The Morning After» «La mañana siguiente»   | Gail Harvey  | Lisa Marie Petersen  | 27 de noviembre de 2020       |
| El tratamiento que el doctor y Mel le proporcionan a Charmaine no funciona del todo. A pesar de los esfuerzos de Mel, Charmaine no pone de su parte, mostrándose poco cooperativa, y empieza a sospechar que algo ha pasado entre Jack y la enfermera. Brady, tras ser despedido por Jack, recibe una oferta de trabajo de Calvin en relación con el negocio ilegal de marihuana. Jack visita a Charmaine y ella le presiona para saber qué ha pasado exactamente entre Mel y él. Jack se sincera para evitar que la siga tomando con Mel. |              |                                             |              |                      |                               |
| 14 | 4            | «Rumor Has It» «Rumores»                    | Gail Harvey  | Jackson Rock         | 27 de noviembre de 2020       |
| A lo largo de la celebración del pícnic anual de Virgin River, se realizan diferentes competiciones y juegos con el fin de ayudar económicamente a una familia afectada por la tormenta, que destrozó parte de su propiedad. Mel llega y cree que la gente cotillea sobre ella, las miradas la siguen por donde pasa. Ricky le cuenta el rumor que corre por los habitantes del pueblo y ella, sorprendida, se acerca a hablar con Jack. Descubren quién ha extendido ese rumor. Más tarde, ambos participan en una competición por parejas. En esta también participa Vernon, pero sin Hope porque ella quiere mantener su relación sentimental en secreto. |              |                                             |              |                      |                               |
| 15 | 5            | «Can't Let Go» «No puedo dejarlo ir»        | Martin Wood  | Jackson Sinder       | 27 de noviembre de 2020       |
| Jack y Preacher se reúnen con sus compañeros del ejército, que vienen a pasar un fin de semana a Virgin River. Jack tiene flashbacks de la guerra e intenta hacer las salidas con el grupo más arriesgadas. Ellos se niegan y Jack acaba cediendo. Mientras tanto, Mel duda cómo pasar el primer aniversario de la muerte de su marido, Mark, y acude a Hope, quien le da soporte emocional. Aparece por sorpresa la cuñada de Mel, con un propósito oculto: llevarse el anillo de compromiso con el que su hermano le pidió matrimonio a Mel. Ella se niega a entregárselo, pues es un regalo que le hizo su marido y no se desprenderá de él.              |              |                                             |              |                      |                               |
| 16 | 6            | «Out of the Past» «Cosas del pasado»        | Martin Wood  | Sue Tenney           | 27 de noviembre de 2020       |
| A un día de que se cumpla un año de la muerte de Mark, ella quiere hacer algo en su memoria, pero aún no sabe qué hacer. Finalmente, tras tomarse el día de descanso, viendo fotografías de su marido y, con la ayuda a distancia de su hermana Joey, se decide y llama a Hope para que la ayude. Hope y Vernon la acompañan al lago, donde Mel honra a la memoria de Mark con un velero de madera en miniatura. El estrés al que Jack está sometido desde la marcha de sus compañeros del ejército hace que se comporte de manera errática y extraña. |              |                                             |              |                      |                               |
| 17 | 7            | «Breaking Point» «Momento crucial»          | Tim Matheson | Amy Palmer Robertson | 27 de noviembre de 2020       |
| Mel convence a Jack para que no vaya por el río hacia abajo por la peligrosidad y fuerza que este presenta. De noche, tras quedarse en el bosque hablando, vuelven hacia el coche y se encuentran con la policía, pues habían encontrado un cadáver allí mismo. Preacher se preocupa por las posibles implicaciones, pues aún no se sabe a quién han encontrado y se está planteando confesar el crimen. Charmaine y Jack planean el parto con Mel, teniendo en cuenta que Charmaine se niega a ir al hospital y eso podría añadir complicaciones a las ya existentes por su condición y su salud en el momento del parto.                                   |              |                                             |              |                      |                               |
| 18 | 8            | «Blindspots» «Puntos ciegos»                | Tim Matheson | Lisa Marie Petersen  | 27 de noviembre de 2020       |
| Jack ayuda a Mike, su compañero del ejército y detective, a detener a Calvin. Mel y Vernon investigan un misterioso brote en el pueblo que creen que está relacionado con una intoxicación alimentaria por los ingredientes de un plato que sirven en el bar de Jack. Ya en la noche, Mel recibe a un último paciente. Sospecha que este podría estar relacionado con el brote y llama a Jack para que se acerque a verlo. Hope descubre un secreto que le oculta Vernon. |              |                                             |              |                      |                               |
| 19 | 9            | «Hazards Ahead» «Peligros»                  | Martin Wood  | Amy Palmer Robertson | 27 de noviembre de 2020       |
| Mel, tras no poder contactar con Jack, se preocupa y lo busca por todo el pueblo. Jack había ido a visitar a Spencer y asegurarse que tanto él como Maxine y su hijo estaban bien. Llega Brady y se lo lleva al campamento ilegal, para que Calvin tome una decisión sobre Jack. Mel recoge a Charmaine para que la ayude a buscar a Jack. Por su parte, Jamie le ofrece a Preacher un trabajo en San Francisco. Hope duda de la lealtad de Vernon. Mel recibe una llamada de Preacher y va a buscar a Jack, que estaba bateando. |              |                                             |              |                      |                               |
| 20 | 10           | «Blown Away» «Más allá de lo que imaginaba» | Martin Wood  | Sue Tenney           | 27 de noviembre de 2020       |
| Mel busca a Brady para hablar con él de Spencer y así contrale la verdad de lo ocurrido. Hope, tras la propuesta de Vernon, acepta encantada y quiere celebrarlo. Preacher toma una decisión en relación con la oferta laboral de Jamie en San Francisco. Por la tarde, Mel se reúne con Jack en su cabaña y le cuenta lo que ha averiguado sobre Spencer y su familia. Más tarde, Jack le pide que vaya con él al bar para poder cenar en condiciones y, para cuando llega Mel, ella se lleva una sorpresa. |              |                                             |              |                      |                               |

### Temporada 3 (2021)
| N.º en serie | N.º en temp. | Título                                                                  | Dirigido por    | Escrito por                       | Fecha de lanzamiento original |
| --- | ------------ | ----------------------------------------------------------------------- | --------------- | --------------------------------- | ----------------------------- |
| 21 | 1            | «Where There's Smoke...» «Donde hubo fuego...»                          | Martin Wood     | Sue Tenney                        | 9 de julio de 2021            |
| Mel se esfuerza por no celebrar su cumpleaños mientras rememora el pasado. Vernon confirma su inquietante diagnóstico y empieza a buscar a su sustituto.                   |              |                                                                         |                 |                                   |                               |
| 22 | 2            | «Sticky Feet» «Patas pegajosas»                                         | Martin Wood     | Amy Palmer Robertson              | 9 de julio de 2021            |
| A Ricky y Lizzie les cuesta encontrar privacidad. Vernon se preocupa por Hope, que podría estar atrapada en un huracán. Mel tiene una oferta tentadora para Jack.          |              |                                                                         |                 |                                   |                               |
| 23 | 3            | «Spare Parts and Broken Hearts» «Corazones rotos»                       | Monika Mitchell | Sue Tenney                        | 9 de julio de 2021            |
| Lilly le cuenta un secreto devastador a Mel. Brie consigue llegar a conocer mejor a Brady y le confiesa algo a Jack. El ex de Lizzie llega con una sorpresa para ella.     |              |                                                                         |                 |                                   |                               |
| 24 | 4            | «Take My Breath Away» «Me dejas sin palabras»                           | Monika Mitchell | Amy Palmer Robertson              | 9 de julio de 2021            |
| Vernon y Mel ayudan a Christopher y Preacher con una urgencia médica. Jack centra toda su energía en un gesto romántico tras vivir un acalorado enfrentamiento.            |              |                                                                         |                 |                                   |                               |
| 25 | 5            | «Kindling» «Leña al fuego»                                              | Martin Wood     | Lisa Marie Petersen               | 9 de julio de 2021            |
| La noticia de Vernon desconcierta a Mel tras entrevistar a una nueva médica. A Jack no le gusta la sorprendente propuesta que le hace Todd. Lilly hace una dura confesión. |              |                                                                         |                 |                                   |                               |
| 26 | 6            | «Jack and Jill» «Jack y Jill»                                           | Martin Wood     | Jackson Sinder                    | 9 de julio de 2021            |
| Jack y Mel discuten sobre su relación y su futuro mientras compiten en los Juegos Leñadores. Brie se sincera sobre su dolorosa ruptura.                                    |              |                                                                         |                 |                                   |                               |
| 27 | 7            | «Split» «La separación»                                                 | Gail Harvey     | Jackson Rock                      | 9 de julio de 2021            |
| Jack, que se reúne con una abogada especializada en custodias, empieza a sentirse abrumado por el estrés. Brady es interrogado. Muriel le da un consejo a Vernon.          |              |                                                                         |                 |                                   |                               |
| 28 | 8            | «Life and Death» «Vida y muerte»                                        | Gail Harvey     | Sue Tenney & Amy Palmer Robertson | 9 de julio de 2021            |
| Una destrozada Mel viaja a Los Ángeles para apoyar a Joey durante la vista de su divorcio. Jack recuerda más cosas. Lilly les pide a sus amigas que cuiden de sus hijos.   |              |                                                                         |                 |                                   |                               |
| 29 | 9            | «The Sun Also Rises» «El sol siempre sale»                              | Martin Wood     | Amy Palmer Robertson              | 9 de julio de 2021            |
| Mientras el pueblo se despide de una amiga muy querida, Brie experimenta otro tipo de pérdida. Mel y Jack hablan sobre lo que debería ocurrir con su relación.             |              |                                                                         |                 |                                   |                               |
| 30 | 10           | «A Wedding, No Funeral and a Baby» «Una boda, un bebé y ningún funeral» | Martin Wood     | Sue Tenney                        | 9 de julio de 2021            |
| Mientras Jack da un paso trascendental, Mel no sabe cómo contarle una noticia sorprendente. La preocupación asola a Vernon. Preacher se reúne con una amiga de Paige.      |              |                                                                         |                 |                                   |                               |

### Temporada 4 (2022)
| N.º en serie | N.º en temp. | Título                                                   | Dirigido por    | Escrito por                                     | Fecha de lanzamiento original |
| ------------ | ------------ | -------------------------------------------------------- | --------------- | ----------------------------------------------- | ----------------------------- |
| 31           | 1            | «Be My Baby» «Sé mi bebé»                                | Martin Wood     | Sue Tenney                                      | 20 de julio de 2022           |
| 32           | 2            | «Father Knows Best...?» «¿Un padre siempre tiene razón?» | Martin Wood     | Amy Palmer Robertson                            | 20 de julio de 2022           |
| 33           | 3            | «Grilled» «Asado»                                        | Nimisha Mukerji | Lisa Marie Petersen                             | 20 de julio de 2022           |
| 34           | 4            | «Serious As A...» «Tan serio como...»                    | Nimisha Mukerji | Tesia Joy Walker                                | 20 de julio de 2022           |
| 35           | 5            | «Mayday» «Emergencia»                                    | Martin Wood     | Natasha M. Hall                                 | 20 de julio de 2022           |
| 36           | 6            | «All's Faire...» «Todo vale...»                          | Martin Wood     | Jackson Rock                                    | 20 de julio de 2022           |
| 37           | 7            | «Otherwise Engaged» «Comprometida»                       | Siobhan Devine  | Jackson Sinder                                  | 20 de julio de 2022           |
| 38           | 8            | «Talk to Me» «Habla conmigo»                             | Siobhan Devine  | Amy Palmer Robertson & Lisa Marie Petersen      | 20 de julio de 2022           |
| 39           | 9            | «Bombshells» «Noticias explosivas»                       | Monika Mitchell | Amy Palmer Robertson                            | 20 de julio de 2022           |
| 40           | 10           | «Fire and Rain» «Fuego y lluvia»                         | Monika Mitchell | Sue Tenney & Tesia Joy Walker & Natasha M. Hall | 20 de julio de 2022           |
| 41           | 11           | «Once Again» «Otra vez»                                  | Andy Mikita     | Sue Tenney & Jackson Sinder & Jackson Rock      | 20 de julio de 2022           |
| 42           | 12           | «The Long Goodbye» «El largo adiós»                      | Andy Mikita     | Sue Tenney & Amy Palmer Robertson               | 20 de julio de 2022           |

### Temporada 5 (2023)
| Parte 1 |    |                                                          |                  |                                                  |                         |
| 43      | 1  | «A Second Chance» «Una segunda oportunidad»              | Monika Mitchell  | Patrick Sean Smith                               | 7 de septiembre de 2023 |
| 44      | 2  | «Songbird»                                               | Monika Mitchell  | Jackson Sinder                                   | 7 de septiembre de 2023 |
| 45      | 3  | «Calculated Risk» «Riesgo calculado»                     | Felipe Rodriguez | Talia Gonzalez                                   | 7 de septiembre de 2023 |
| 46      | 4  | «Never Gonna Be the Same» «Tal vez nunca sea como antes» | Felipe Rodriguez | Tesia Joy Walker                                 | 7 de septiembre de 2023 |
| 47      | 5  | «Trial By Fire» «Juicio de fuego»                        | Martin Wood      | Erin Cardillo & Richard Keith                    | 7 de septiembre de 2023 |
| 48      | 6  | «Heroes Rise» «Surgen los héroes»                        | Martin Wood      | Thomas Ian Griffith & Mary Page Keller           | 7 de septiembre de 2023 |
| 49      | 7  | «From the Ashes» «De las cenizas»                        | Jem Garrard      | Talia Gonzalez and Erin Cardillo & Richard Keith | 7 de septiembre de 2023 |
| 50      | 8  | «Full Moon» «Luna llena»                                 | Jem Garrard      | John Lowe                                        | 7 de septiembre de 2023 |
| 51      | 9  | «Angel's Peak»                                           | Andy Mikita      | Ildiko Susany                                    | 7 de septiembre de 2023 |
| 52      | 10 | «Labor Day» «Día del Trabajo»                            | Andy Mikita      | Jackson Sinder & Tesia Joy Walker                | 7 de septiembre de 2023 |
| Parte 2 |    |                                                          |                  |                                                  |                         |
| 53      | 11 | «The More the Merrier» «Cuanto más, mejor»               | Gail Harvey      | Erin Cardillo & Richard Keith                    | 30 de noviembre de 2023 |
| 54      | 12 | «Father Christmas» «Navidad con mi padre»                | Gail Harvey      | Erin Cardillo & Richard Keith                    | 30 de noviembre de 2023 |

## Producción

### Desarrollo
El 27 de septiembre de 2018, se anunció que Netflix había dado a la producción una orden de serie para una primera temporada de diez episodios. La serie estuvo basada en la serie de libros de Virgin River de Robyn Carr con los productores ejecutivos: Sue Tenney, Roma Roth y Chris Perry. Tenney también fue seleccionada para ser la showrunner de la serie con Reel World Management como la compañía de producción implicada. El 20 de diciembre de 2019, Netflix renovó la serie para una segunda temporada de 10 episodios. El 18 de diciembre de 2020, Netflix renovó la serie para una tercera temporada de 10 episodios. El 20 de septiembre de 2021, Netflix renovó la serie por una cuarta y quinta temporada.

### Casting
El 19 de diciembre de 2018, se informó que Alexandra Breckenridge, Martin Henderson, Tim Matheson, y Annette O'Toole habían sido seleccionados para interpretar los papeles principales de la serie. Además,  se infromó que Jenny Cooper, David Cubitt, Lexa Doig, Daniel Gillies, Lauren Hammersley, Benjamin Hollingsworth, Colin Lawrence, Trevor Lerner, e Ian Tracey se habían unido al reparto, se desconocían qué papeles interpretarían. El 29 de mayo de 2020, Sarah Dugdale se unió a la segunda temporada como actriz regular, mientras que Grayson Gurnsey había sido promocionado como regular de la serie para la segunda temporada. El 11 de junio de 2020, Benjamin Hollingsworth fue promocionado a un rol regular para la segunda temporada.

### Filmación
La fotografía principal de la primera temporada de la serie comenzó el 3 de diciembre de 2018, en Vancouver, Columbia Británica, Canadá y acabó el 26 de marzo de 2019. La serie también fue filmada en exteriores en Snug Cove, New Westminster, Squamish, Agassiz y Port Coquitlam. El rodaje de la segunda temporada empezó el 9 de septiembre de 2019 y acabó el 17 de diciembre de 2019.

## Estreno
La primera temporada se estrenó el 6 de diciembre de 2019. La segunda temporada se estrenó el 27 de noviembre de 2020. La tercera temporada se estrenó el 9 de julio de 2021. La cuarta temporada se estrenó el 20 de julio de 2022.

## Recepción
En Rotten Tomatoes, el conjunto de las tres temporadas, tiene una aprobación del 83%. Las diferentes temporadas tienen la siguiente aprobación:
| Temporada | Temporada   | Aprobación | Nota (sobre 10) | N.º de críticos |
| --------- | ----------- | ---------- | --------------- | --------------- |
|           | Temporada 1 | TBD        | TBD             | 0               |
|           | Temporada 2 | 100%       | 7               | 5               |
|           | Temporada 3 | 67%        | 5.40            | 6               |